# Minouche Smit
Minouche Smit (Hoorn, Países Bajos, 6 de marzo de 1975) es un nadadora retirada especializada en pruebas de estilo libre. Fue medalla de plata en la prueba de 4x200 metros estilos durante el Campeonato Europeo de Natación de 1995.
Representó a Países Bajos en los Juegos Olímpicos de Atlanta 1996.
Está casada con el también nadador olímpico Pieter van den Hoogenband.

## Palmarés internacional
| Campeonato Europeo de Natación | Campeonato Europeo de Natación | Campeonato Europeo de Natación | Campeonato Europeo de Natación |
| Año                            | Lugar                          | Medalla                        | Prueba                         |
| ------------------------------ | ------------------------------ | ------------------------------ | ------------------------------ |
| 1995                           | Viena ( Austria)               | Medalla de plata               | 4 × 200 m libre                |